# Groß-Gerauer-Straße 38 (Griesheim)
Das Wohnhaus Groß-Gerauer-Straße 38 ist ein denkmalgeschütztes Bauwerk in Griesheim.

## Geschichte und Beschreibung
Das giebelständige kleine Fachwerkhaus wurde im ausgehenden 19. Jahrhundert erbaut.
Auffällig ist sein steiles gebrochens biberschwanzgedecktes Krüppelwalmdach.
Die Giebelfassade ist durch eine enge senkrechte Hölzerstellung, steile Eckstreben und schön profilierte Balkenzonen gestaltet.

## Denkmalschutz
Das Fachwerkhaus ist ein typisches Beispiel für einen Bauernhaustyp des ausgehenden 19. Jahrhunderts in Griesheim.
Aus baugeschichtlichen Gründen steht das Gebäude unter Denkmalschutz.